# Список объектов всемирного наследия ЮНЕСКО в Таиланде
В списке объектов всемирного наследия ЮНЕСКО в Таиланде значится 7 наименований (на 2023 год), кроме того поданы заявки ещё на 6 объектов.

## Статистика
Всего в полном списке всемирного наследия на 2024 год числится 1223 объектов, то есть доля объектов Таиланда в мире — 0,4 %.
Из 7 объектов всемирного наследия в Таиланде:
- 4 культурных объекта
- 3 природных объекта

Один культурный объект признан шедевром человеческого гения (критерий i) и один — природным феноменом исключительной красоты и эстетической важности (критерий vii).

## Список
В данной таблице объекты расположены в хронологическом порядке их добавления в список всемирного наследия ЮНЕСКО.
| # | Изображение | Название | Местоположение                         | Время создания | Год внесения в список | №    | Критерии   |
| - | ----------- | --- | -------------------------------------- | -------------- | --------------------- | ---- | ---------- |
| 1 |             | Исторический город Аютия тайск. อุทยานประวัติศาสตร์ พระนครศรีอยุธยา | Провинция Аюттхая                      | XIV век        | 1991                  | 576  | iii        |
| 2 |             | Исторический город Сукхотхай и соседние исторические города: - Исторический парк Сукхотхай (2а) тайск. อุทยานประวัติศาสตร์สุโขทัย - Исторический парк Си Сатчаналай (2б) тайск. อุทยานประวัติศาสตร์ศรีสัชนาลัย - Исторический парк Кампхэнгпхет (2в) тайск. อุทยานประวัติศาสตร์กำแพงเพชร                                                                                                 | Провинции Сукхотхай и Кампхэнгпхет     | XIII—XIV века  | 1991                  | 574  | i, iii     |
| 3 |             | Резерваты дикой природы Тхунгъяй (3а) тайск. เขตรักษาพันธุ์สัตว์ป่าทุ่งใหญ่นเรศวร и Хуайкхакхэнг (3б) тайск. เขตรักษาพันธุ์สัตว์ป่าห้วยขาแข้ง | Провинции Канчанабури, Так и Утхайтхан | —              | 1991                  | 591  | vii, ix, x |
| 4 |             | Археологический памятник Банчианг тайск. แหล่งโบราณคดีบ้านเชียง | Провинция Удонтхани                    | Бронзовый век  | 1992                  | 575  | iii        |
| 5 |             | Лесной комплекс Донгфаяйен-Кхауяй (тайск. ป่าดงพญาเย็น-เขาใหญ่): - Национальный парк Кхауяй (5а) тайск. อุทยานแห่งชาติเขาใหญ่ - Национальный парк Тхаплан (5б) тайск. อุทยานแห่งชาติทับลาน - Национальный парк Пангсида (5в) тайск. อุทยานแห่งชาติปางสีดา - Национальный парк Тапхрая (5г) тайск. อุทยานแห่งชาติตาพระยา - Резерват дикой природы Донгъяй (5д) тайск. เขตรักษาพันธุ์สัตว์ป่าดงใหญ่ | Несколько провинций региона Исан       | —              | 2005                  | 590  | x          |
| 6 |             | Лесной комплекс Кенг Крачан | Провинция Пхетчабури                   | —              | 2021                  | 1461 | x          |
| 7 |             | Древний город Си Тхеп и связанные памятники Дваравати | Провинция Пхетчабун                    |                | 2023                  | 1662 | ii, iii    |

## Кандидаты
По состоянию на 2019 год, в числе кандидатов на включение в список объектов всемирного наследия ЮНЕСКО находились следующие объекты, расположенные в Таиланде:
| # | Изображение | Название                                                                       | Местоположение                     | Время создания              | Год подачи заявки | №    | Критерии        |
| - | ----------- | ------------------------------------------------------------------------------ | ---------------------------------- | --------------------------- | ----------------- | ---- | --------------- |
| 1 |             | Исторический парк Пхупхрабат тайск. อุทยานประวัติศาสตร์ภูพระบาท                     | Провинция Удонтхани                | каменный век — средние века | 2004              | 1920 | ii, iii, iv, vi |
| 2 |             | Ват Пхра Махатхат в Накхонситхаммарате                                         | Провинция Накхонситхаммарат        | XIII век                    | 2012              | 5752 | i, ii, vi       |
| 3 |             | Памятники и культурный ландшафт Чиангмая — столицы государства Ланна           | Провинция Чиангмай                 | С XIII века                 | 2015              | 6003 | i, ii, iii, vi  |
| 4 |             | Храмовый комплекс Тхат Пханом, связанные с ним исторические здания и ландшафты | Провинция Накхонпханом             | С XIII века                 | 2017              | 6183 | i, ii, vi       |
| 5 |             | Храмовые комплексы Пханом Рунг, Прасат Мыанг Там и Плай Бат                    | Провинция Бурирам                  | С X века                    | 2019              | 6401 | iii, iv, v      |
| 6 |             | Природные резерваты Андаманского моря                                          | Провинция Ранонг, Пхукет, Пхангнга |                             | 2021              | 6573 | vii, ix, x      |